# Vriesea fidelensis
Vriesea fidelensis là một loài thuộc chi Vriesea. Đây là loài đặc hữu của Brasil.